# تکیه تجریش
تکیهٔ بزرگ تجریش نام تکیه‌ای قدیمی در بازار تجریش، واقع در کنار میدان تجریش در منطقه ۱ شهرداری تهران است. تکیه بزرگ تجریش به همراه زیارتگاه امامزاده صالح و بازار تجریش از اماکن مهم این منطقه هستند. این تکیه به «تکیه بالا» معروف بوده‌است و در برابر تکیه پایین که مسجد اعظم تجریش در آن قرار دارد، معرفی می‌شده‌است.

## تاریخچه
تکیهٔ بزرگ تجریش مربوط به دورهٔ قاجار است و در تهران، میدان تجریش، ضلع شمالی امامزاده صالح واقع شده و این اثر در تاریخ ۲۵ مهر ۱۳۸۳ با شمارهٔ ثبت ۱۱۲۱۵ به عنوان یکی از آثار ملی ایران به ثبت رسیده‌است.
همجواری امامزاده صالح و بازار سنتی تجریش با بنای تاریخی تکیه، آن را در یک محدودهٔ پرتردد و نیز هویت‌بخش این بازار قدیمی قرار داده‌است.
تکیهٔ تاریخی تجریش دارای پوشش شیروانی و پلان مستطیل شکل است. تکیهٔ تجریش در دو طبقه ساخته شده و طبقهٔ دوم آن بالکن‌هایی مشرف بر صحن طبقهٔ اول است. در طبقهٔ اول در قسمت‌های شمالی فضای میانی شش حجره، در قسمت جنوبی پنج حجره و در قسمت شرقی سه حجره قرار دارد و در قسمت غربی، شاه‌نشین واقع شده‌است. در طبقهٔ دوم نیز در قسمت شمالی چهار حجره و در قسمت‌های شرقی و جنوبی هر کدام شش حجره قرار دارد. این تکیه به دستور محمدعلی‌خان تجریشی توسط محمد مفیدی طراحی و ساخته شده‌است. در حال حاضر در تکیهٔ تجریش حجره‌های پیرامون فضای میانی به لحاظ موقعیت‌شان در بازار تجریش کاربری اولیهٔ خود را از دست داده و عملکرد تجاری گرفته‌اند. البته در ماه محرم از این بنا برای برگزاری مراسم سوگواری استفاده می‌شود.
صحن وسط، سکویی به شکل مستطیل است که در گذشته به عنوان مکانی برای اجرای آیین شبیه‌خوانی مورد استفاده قرار می‌گرفت. هر کدام از غرفه‌های تکیهٔ تجریش در گذشته به نام یکی از اهالی قدیمی محل نامگذاری شده بودند. تکیهٔ تجریش، یکی از بناهای شاخص خشتی شمیران است که در اثر وقوع سیل ۱۳۶۶ تجریش به کلی تخریب شد و هویت و اصالت تاریخی خود را از دست داد ولی بعدها بازسازی شد. پس از سیل تجریش بسیاری از اشیای تاریخی و مذهبی که داخل تکیه بود توسط مردم جمع‌آوری و حفظ شد.

ورودی تکیه پایین تجریش